# 清泰陵
清泰陵（转写：elhe munggan）位於中国河北易縣的清西陵，是清世宗雍正帝的陵墓，建于雍正七年（1730年）。内葬世宗雍正皇帝、孝敬宪皇后和敦肃皇贵妃，附设一座皇后陵泰东陵内葬孝圣宪皇后、以及一座妃园寝葬有雍正的21位妃嫔。泰陵是清西陵中建筑時間最早，规模最宏大壯觀，体系最完整的一座帝陵，总共占地8.47公顷。
雍正生前曾下詔，不為自己的陵墓修建石像生和神道，其子乾隆帝卻不僅補建了石像生、鋪設長達2.5公里的神道，還在神道前建造了目前中國最大的三座石牌坊。
1980年，文物工作者在泰陵月牙城壁前右下角发现一个盗洞，经国家文物局批准开始进行抢救性挖掘。挖到了地宫前的第一道屏障金刚墙时，盗洞消失，这意味着盗墓未成功，于是进行回填，恢复原貌。

## 选址
林乾《论雍正相度“万年吉地”的几个问题》梳理了清朝满汉文档案，认为雍正帝放弃遵化昌瑞山的东陵兆域，而在易州营建泰陵，并不是因为有意回避其父康熙帝的景陵，更不是因为夺嫡爭議而心虚。实际上雍正三年起，就在遵化昌瑞山周边寻找“万年吉地”。钦天监选定的是遵化州以北二十里的九凤朝阳峪（九凤朝阳山），大致的位置在今天的河北省兴隆县半壁山镇车道峪村东边。选址官员认为这里“龙身金星宏伟”“案内明堂舒畅开阳，案外大堂规模宏阔”。
陵址选定后，下一步要“定穴”，即选定整个陵寝的建造基准点——金井的位置。但相关官员立桩牵线后，发现这个位置“正（对）水道出口之处，堂局全无”。也就是说，如果按照风水标准，取“癸山丁向”，整个陵寝布局朝向东南的话，方向正冲水口，地宫之前无法营建神道、碑亭、隆恩门、隆恩殿等所有的礼制建筑。如果换一个朝向，则无法满足风水方面的要求。此外还发现土中有大量砂石，无法攥成圆丸，说明这里土质不好，也是营造皇陵的禁忌。
雍正五年，精通风水堪舆的福建总督高其倬回京，随后由怡亲王带领，前往遵化查看九凤朝阳山。高其倬最终认为这里“未为大地”，连作为王侯墓址都不合适，更不用说皇陵了。雍正在他的建议下，决定在京畿周边“再加寻觅二三处佳地”，最终选定了易州泰宁山天平峪（后改名太平峪）。此时，之前为营建九凤朝阳山皇陵而在两广采办的金丝楠、油楠、铁力木等木料，江苏烧造的金砖，房山和河北等地开采的石料，已经多运往遵化，存放在遵化。雍正放弃九凤朝阳山陵址后，木料多运往西陵，而石料和砖料则留在遵化，乾隆初年修建景陵妃园寝的二十个地宫时取用。
乾隆三年乾隆帝为自己选择陵址时，选择范围也非常广泛，包括太平峪泰陵西南的管头村，易州东北的瑞麟山，乃至密云、三河、丰润、迁安等地，甚至关外的奉天，也都在选址范围内。乾隆也派兵部尚书讷亲等人考察了九凤朝阳山，最后结论是这里确实不可用。到乾隆七年三月，最终选择了昌瑞山的胜水峪作为陵址，即裕陵。